# Rhadinothamnus rudis
Rhadinothamnus rudis là một loài thực vật có hoa trong họ Cửu lý hương. Loài này được (Bartl.) Paul G. Wilson miêu tả khoa học đầu tiên năm 1998.